# Hermanice, Ustroń

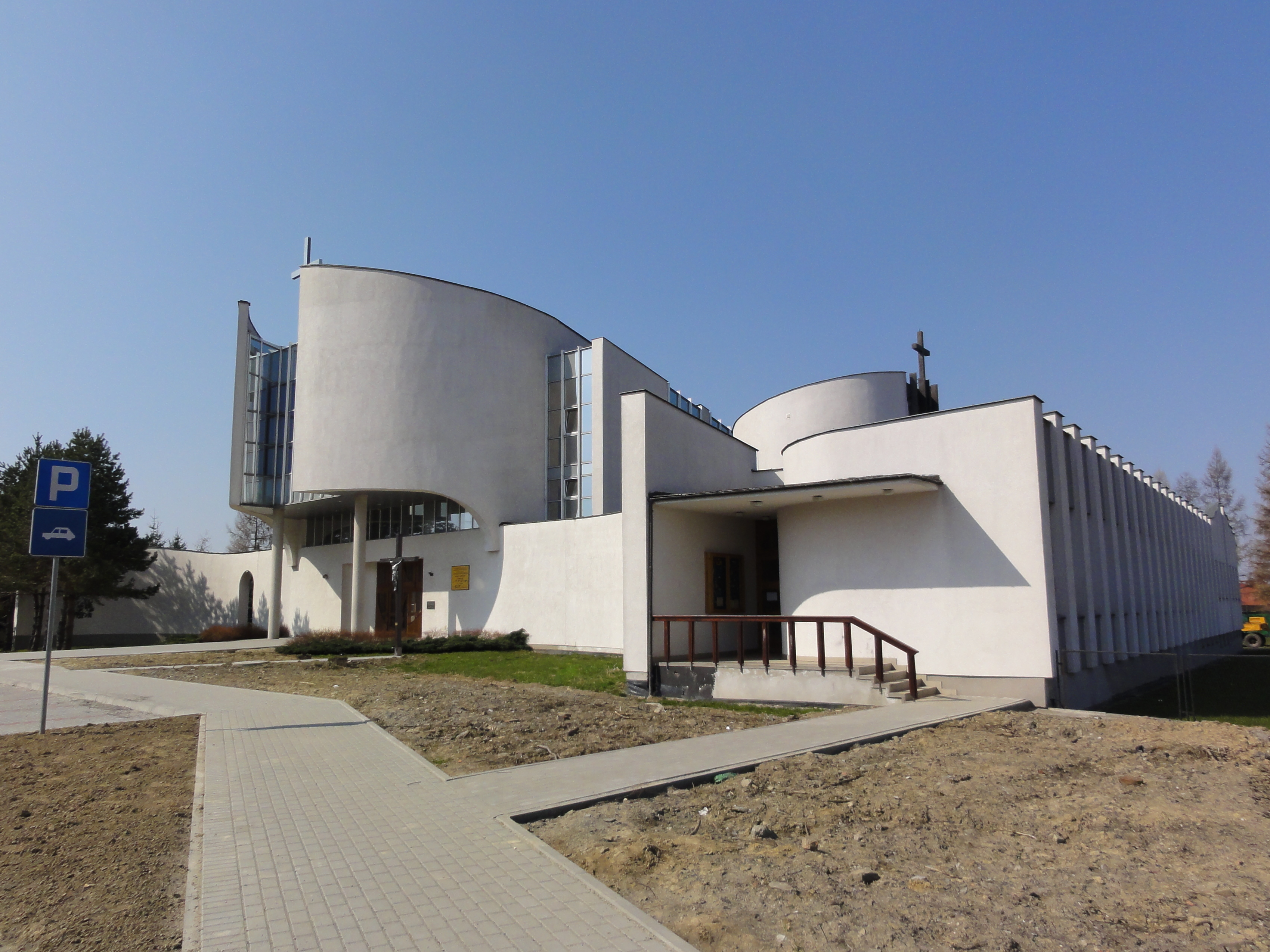
Nữ hoàng Saint Mary của Ba Lan tại Hermanice

Hermanice là một quận của Ustroń, Silesian Voivodeship, Ba Lan. Đó là một đô thị riêng biệt, nhưng đã trở thành một phần hành chính của Ustroń vào năm 1945.

## Lịch sử
Ngôi làng được đề cập lần đầu tiên vào năm 1484. Sau đó, nó thuộc về Lãnh địa Teschen, một thái ấp của Vương quốc Bohemia. Về mặt chính trị, ngôi làng thuộc về Lãnh địa Teschen, một thái ấp của Vương quốc Bohemia, sau năm 1526 trở thành một phần của Vương triều Habsburg.
Năm 1837, một nhà máy giấy đã được chuyển đến đây từ Ustroń. Vào những năm 1870, một khu nhà ở được xây dựng tại đây để chứa 80 gia đình công nhân của một lò rèn ở một Ustroń gần đó.
Sau các cuộc cách mạng năm 1848 tại Đế quốc Áo, một bộ phận thành phố hiện đại đã được thành lập tại Silesia của Áo được tái lập. Ngôi làng với tư cách là một đô thị đã được đăng ký vào khu chính trị Bielsko và khu vực hợp pháp của Skoczów. Theo các cuộc điều tra được tiến hành vào năm 1880, 1890, 1900 và 1910, dân số của đô thị đã tăng từ 749 người năm 1880 lên 917 người vào năm 1910, với phần lớn cư dân là người nói tiếng Ba Lan bản địa (85,5% vào năm 1880 và 94,9% vào năm 1910) và giảm dần nói tiếng Đức thiểu số (11,5% vào năm 1880 và 5,1% vào năm 1910) và nói tiếng Séc (22 hoặc 3% vào năm 1880 và 0 kể từ năm 1900), với đa số người Tin lành (54,7% vào năm 1910), tiếp theo là La Mã Công giáo (44,8% vào năm 1910) và người Do Thái (5 người). Ngôi làng cũng có truyền thống là nơi sinh sống của Cieszyn Vlachs, nói tiếng địa phương Cieszyn Silesian.
Sau Thế chiến I, sự sụp đổ của Áo-Hung, Chiến tranh Tiệp Khắc của Ba Lan và sự phân chia của Cieszyn Silesia vào năm 1920, nó đã trở thành một phần của lãnh thổ Ba Lan. Sau đó nó bị Đức Quốc xã thôn tính vào đầu Thế chiến II. Sau chiến tranh, nó đã được khôi phục lại là khu vực của Ba Lan.